# Machaerium aculeatum
Machaerium aculeatum är en ärtväxtart som beskrevs av Giuseppe Raddi. Machaerium aculeatum ingår i släktet Machaerium och familjen ärtväxter. Inga underarter finns listade i Catalogue of Life.